# Katie Meili
Catherine Michelle Meili –conocida como Katie Meili– (Carrollton, 16 de abril de 1991) es una deportista estadounidense que compite en natación, especialista en el estilo braza.
Participó en los Juegos Olímpicos de Río de Janeiro 2016, obteniendo dos medallas, oro en 4 × 100 m estilos y bronce en 100 m braza.
Ganó dos medallas en el Campeonato Mundial de Natación de 2017 y tres medallas en el Campeonato Mundial de Natación en Piscina Corta de 2018.

## Palmarés internacional
| Juegos Olímpicos                    | Juegos Olímpicos        | Juegos Olímpicos  | Juegos Olímpicos  |
| Año                                 | Lugar                   | Medalla           | Prueba            |
| ----------------------------------- | ----------------------- | ----------------- | ----------------- |
| 2016                                | Río de Janeiro (Brasil) | Medalla de oro    | 4 × 100 m estilos |
| 2016                                | Río de Janeiro (Brasil) | Medalla de bronce | 100 m braza       |
| Campeonato Mundial                  |                         |                   |                   |
| Año                                 | Lugar                   | Medalla           | Prueba            |
| 2017                                | Budapest (Hungría)      | Medalla de plata  | 100 m braza       |
| 2017                                | Budapest (Hungría)      | Medalla de bronce | 50 m braza        |
| Campeonato Mundial en Piscina Corta |                         |                   |                   |
| Año                                 | Lugar                   | Medalla           | Prueba            |
| 2018                                | Hangzhou (China)        | Medalla de oro    | 4 × 50 m estilos  |
| 2018                                | Hangzhou (China)        | Medalla de oro    | 4 × 100 m estilos |
| 2018                                | Hangzhou (China)        | Medalla de plata  | 100 m braza       |